# Tha Ton
Tha Ton (en Thai: ท่า ตอน) es una ciudad del distrito de Mae Ai, en el extremo norte de la provincia de Chiang Mai en Tailandia. La ciudad está ubicada sobre el río Kok en la frontera con Birmania, a aproximadamente 3 horas de carretera al norte de la ciudad de Chiang May. 
La zona en torno a Tha Ton está poblada por diversas tribus, entre ellasː Yao, Lisu, Lahu, Karens, Shan y Akhas. Tha Ton es también el hogar de nacionalistas chinos forzados a huir lejos de su casa al exilio después del golpe de Estado en Birmania.
Tha Ton está situada en la ruta turística entre Chiang May y Chiang Ray. Desde los años 1970, los descensos del río Kok, entre Chiang Ray y Tha Ton han dado a los turistas ocasión para visitar las lejanas junglas, de observar los diferentes grupos étnicos, y de ver la llanura Fang. 
El pueblo está dominado por un templo budista, el Wat Tha Ton. El templo acoge cuatro grandes estatuas del Buda, dos en el estilo típicamente tailandés y dos que muestran la influencia china. Uno de ellos, el Buda de pie, alcanza 11 metros de altura.

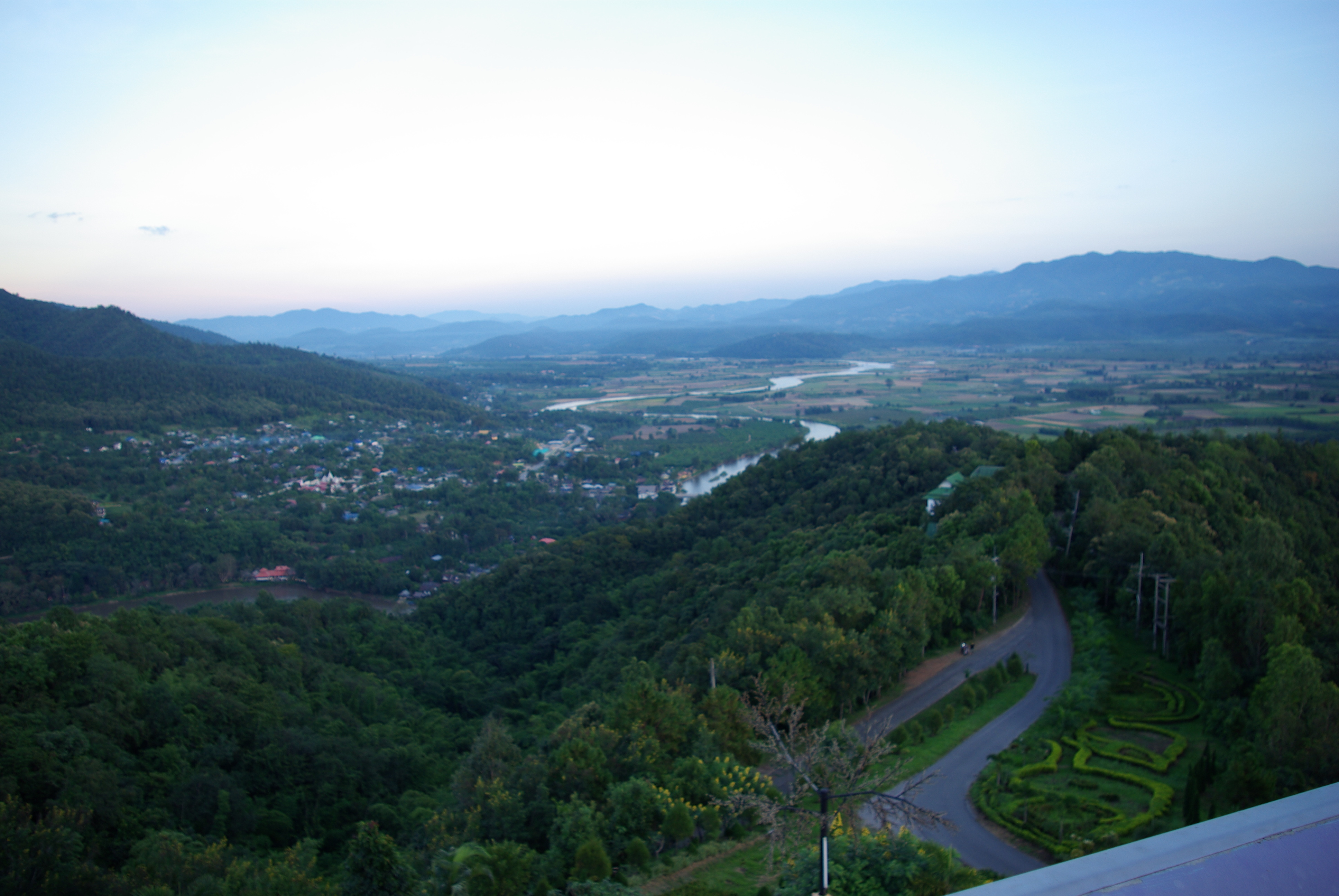
Tha Ton y el río Kok, visto desde el Wat Tha Ton.
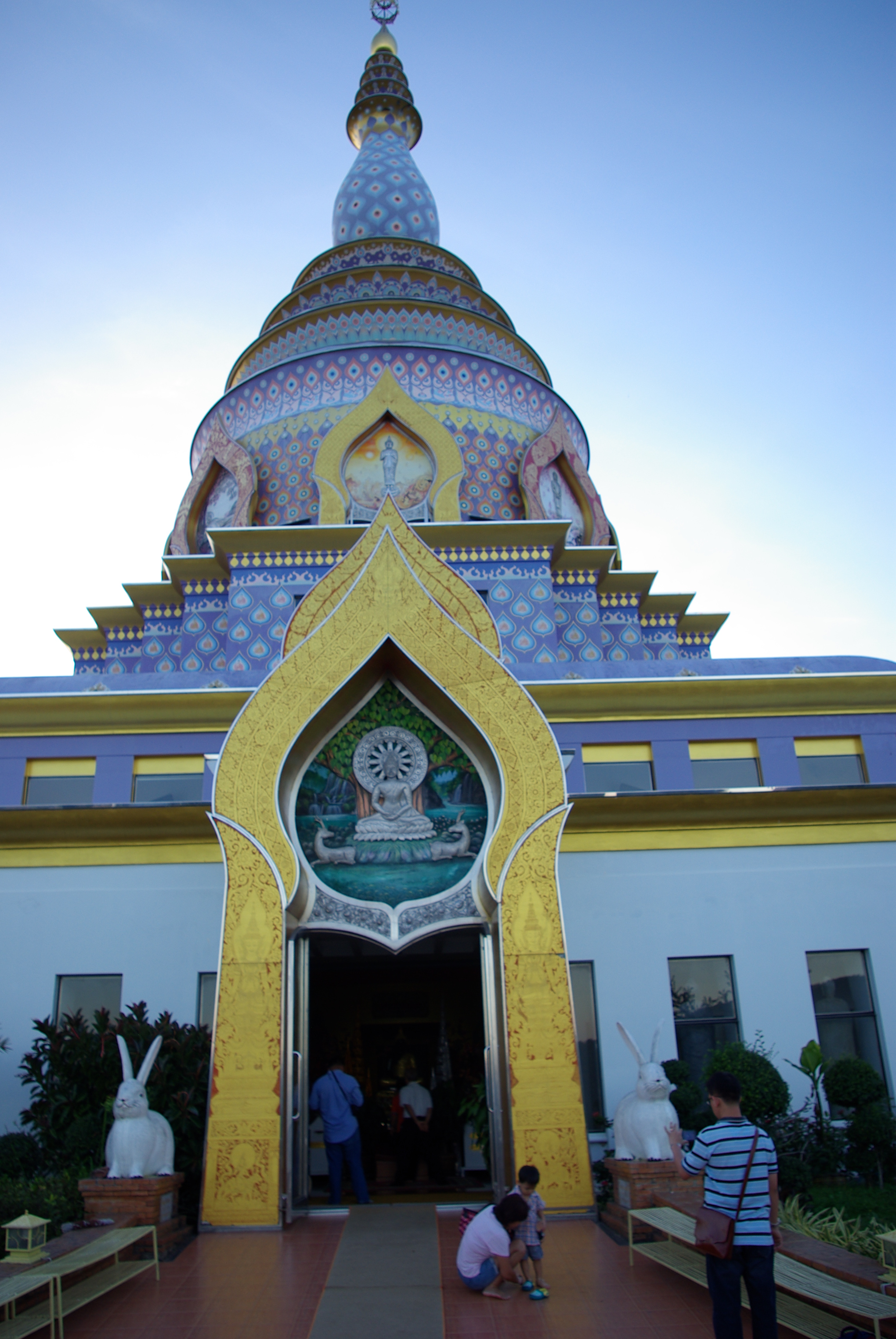
El Wat (templo budista), de Tha Ton.
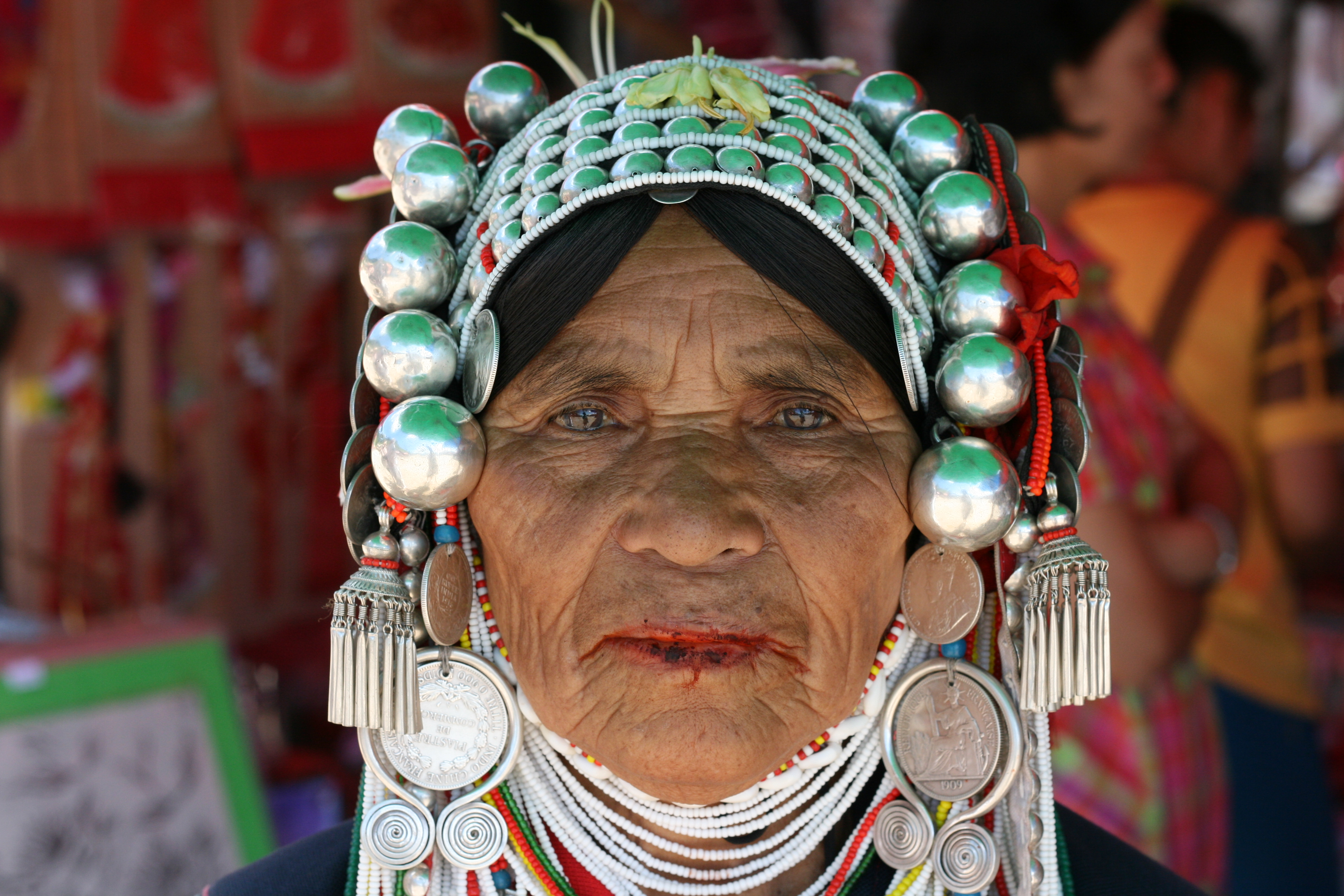
Mujer de la etnia Akha, región de Tha Ton.
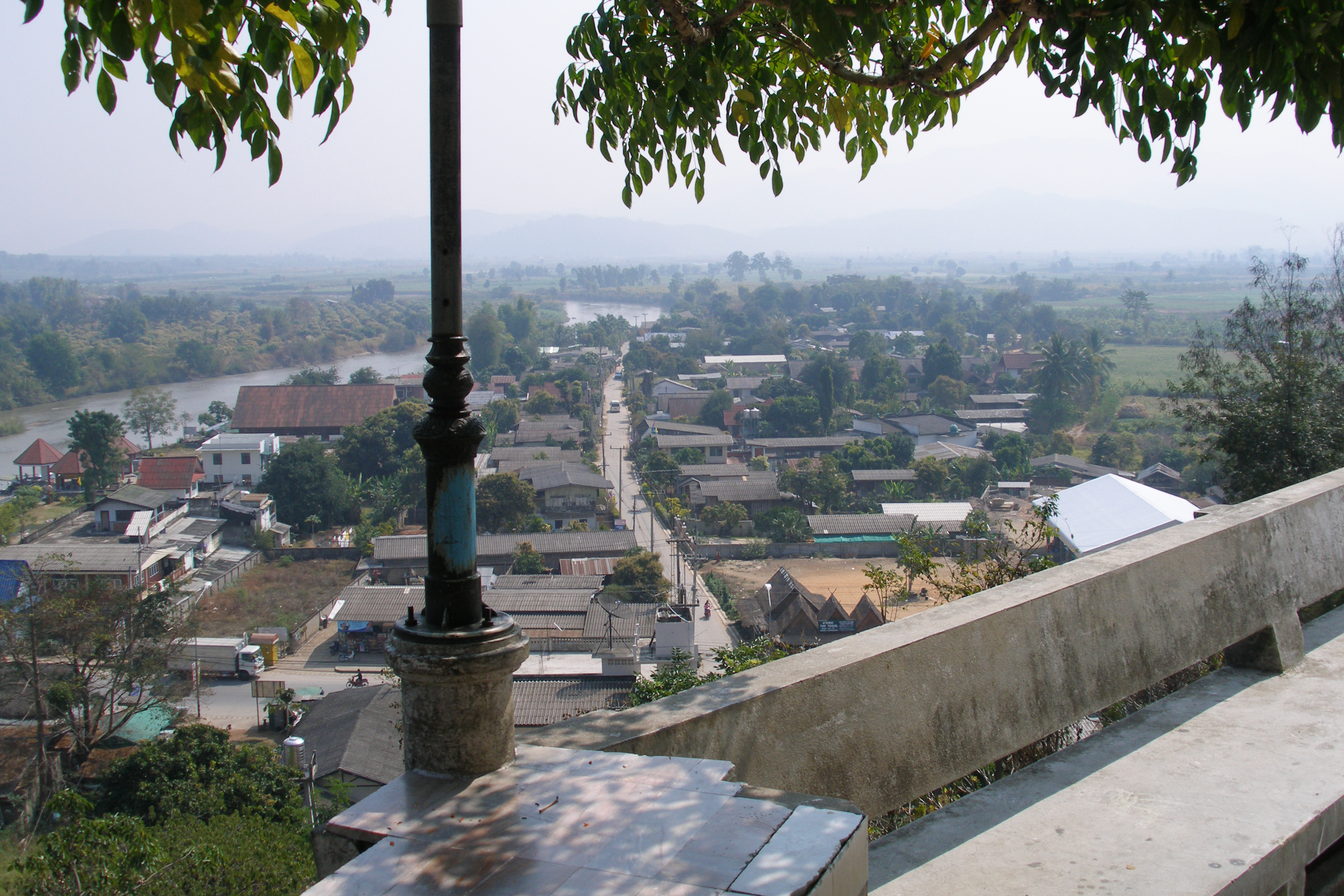
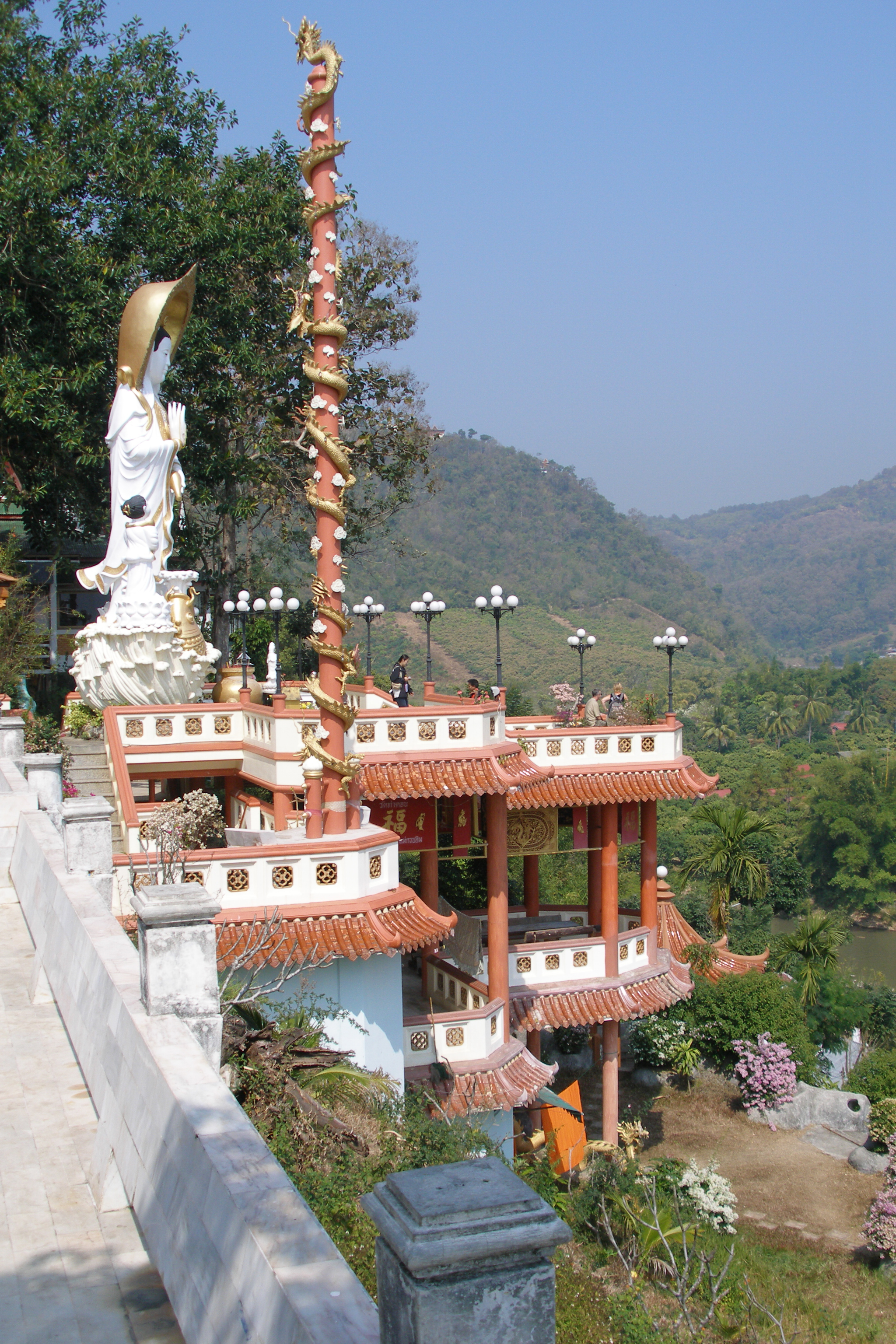
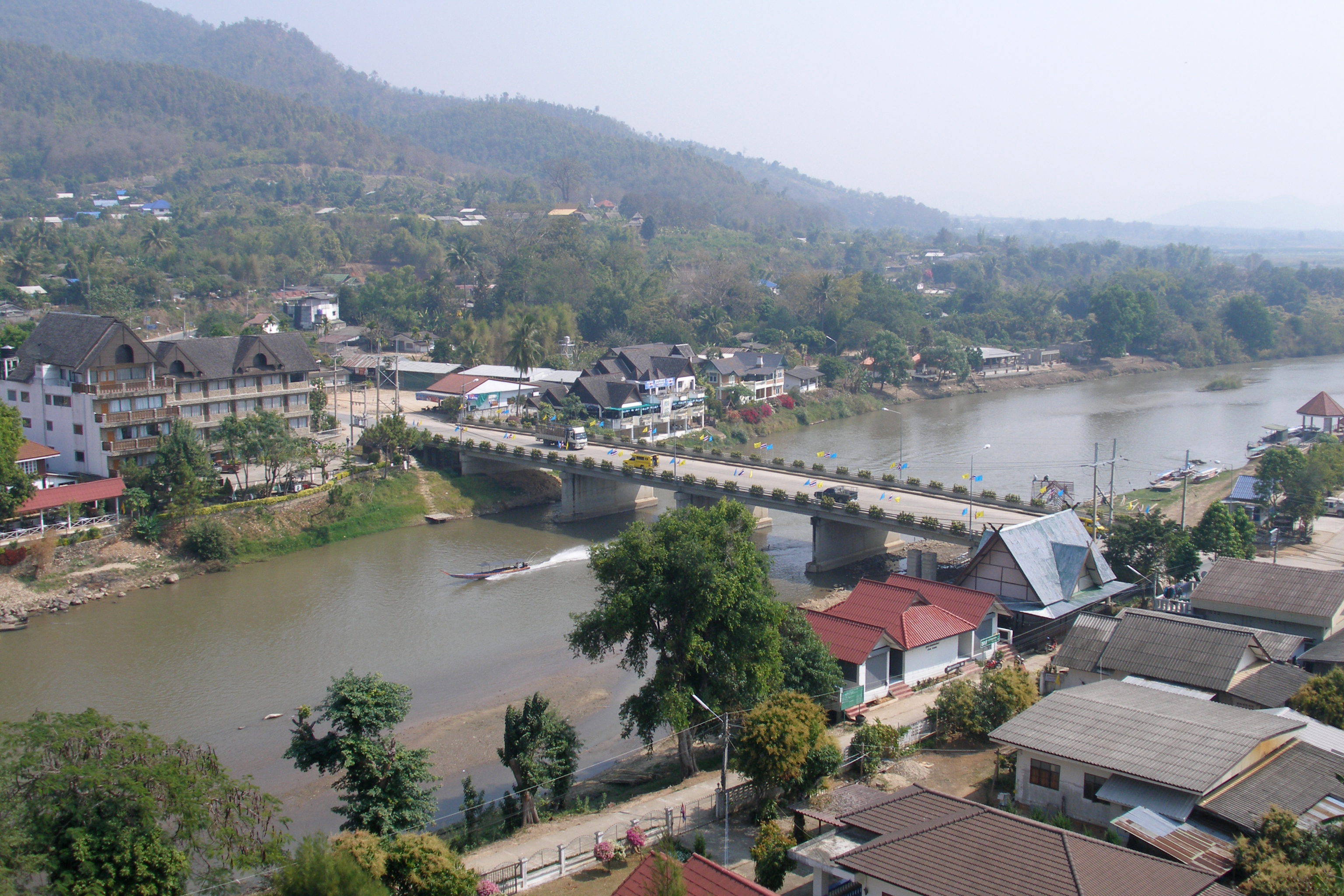
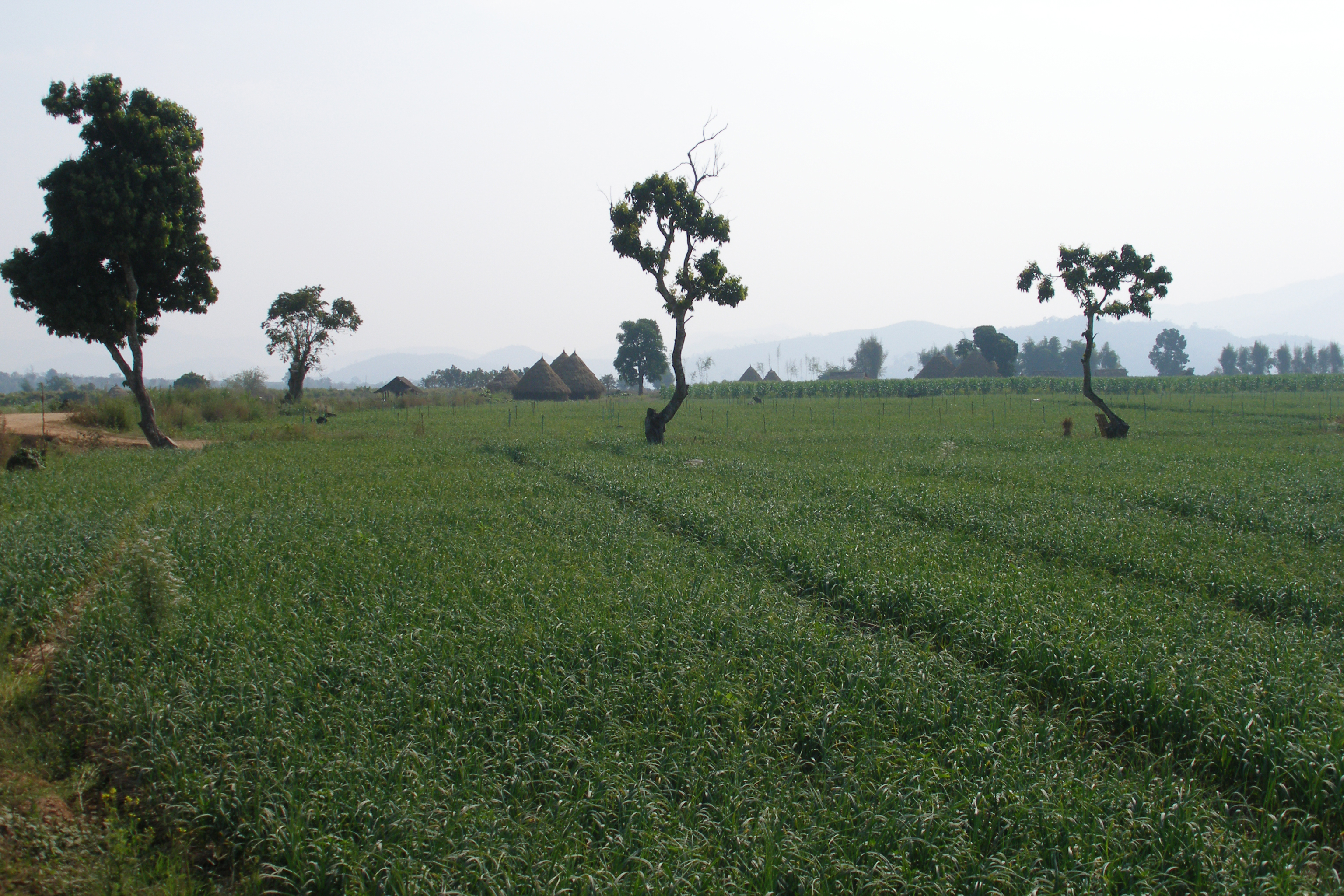